# Тагава Кьосуке
Кьосуке Тагава (яп. 田川亨介, нар. 11 лютого 1999, Нагасакі) — японський футболіст, нападник клубу «Токіо».

## Клубна кар'єра
Народився 11 лютого 1999 року в місті Нагасакі. Вихованець футбольної школи клубу «Саган Тосу». Дорослу футбольну кар'єру розпочав 2017 року в основній команді того ж клубу, в якій провів один сезон, взявши участь у 47 матчах чемпіонату. Більшість часу, проведеного у складі «Саган Тосу», був основним гравцем атакувальної ланки команди.
2019 року став гравцем «Токіо». Станом на 6 квітня 2019 року відіграв за токійську команду 4 матчі в національному чемпіонаті.

## Виступи за збірні
2015 року дебютував у складі юнацької збірної Японії.
З 2017 року залучався до складу молодіжної збірної Японії, з якою брав участь у молодіжних чемпіонатах світу 2017 та 2019 років, а також був чвертьфіналістом молодіжного (U-23) чемпіонату Азії 2018 року.